# بيلون
بيلون (بالفرنسية: Peillon)‏ هي بلدية فرنسية تقع في إقليم الألب البحرية من منطقة بروفنس ألب كوت دازور في جنوب شرق فرنسا. تبلغ مساحة هذه المدينة 8.7 (كم²)، وترتفع عن سطح البحر 372 م، يبلغ عدد سكانها 1346 نسمة حسب إحصاء المعهد الوطني للإحصاء والدراسات الاقتصادية سنة 2009 م. وترأس Pierre-Charles Maria البلدية خلال فترة (2008-2014).
ويسمى سكان المنطقة بالبيليونيين

## وصلات خارجية
- صفحة البلدية على موقع المعهد الوطني للإحصاء والدراسات الاقتصادية